# Будилци
Будѝлци е бивше село в Югозападна България, община Кресна, област Благоевград.

## География
Будилци се намира в източното подножие на Малешевската планина, на три километра западно от Сливница.

## История
В края на XIX век Будилци е малко българско село в Османската империя. В „Етнография на вилаетите Адрианопол, Монастир и Салоника“, издадена в Константинопол в 1878 година и отразяваща статистиката на населението от 1873 година, Будилца (Boudiltsa) е посочено като село в Мелнишка каза с 38 домакинства и 80 жители мюсюлмани.
Към 1900 година според статистиката на Васил Кънчов („Македония. Етнография и статистика“) в Бодилци, Петричка каза, живеят 255 турци.
На 30 декември 2015 г. селото е присъединено към село Сливница.
| Будилци                                      | Будилци | Будилци | Будилци | Будилци | Будилци | Будилци | Будилци | Будилци | Будилци |
| -------------------------------------------- | ------- | ------- | ------- | ------- | ------- | ------- | ------- | ------- | ------- |
| година                                       | 1934    | 1946    | 1956    | 1965    | 1975    | 1985    | 1992    | 2001    | 2011    |
| население                                    | 213     | 293     | 311     | 206     | 18      | 1       | 0       | 0       | 0       |
| Източници: Национален статистически институт |         |         |         |         |         |         |         |         |         |

## Личности
Родени в Будилци
- Александър Стоилов (1921 - 1988), български политик